# エレメンタルモンスターTD
『エレメンタルモンスターTD』は、2009年にハドソンより発売されたタワーディフェンスゲーム。

## 概要
同社のニンテンドーDS用トレーディング・カードゲーム『エレメンタルモンスター ～五柱神の謎～』を元にした防衛ゲーム。予め選んだ5種類のモンスターを配置し、通路を進む敵モンスターを撃破する。通路奥にまで到達されるとモンスター毎に設定された施設ダメージ分だけ施設耐久力が減少し、0になると敗北となる。
モンスターにはそれぞれ召喚コストとして必要マナが設定されており、敵モンスターの撃破及びWaveクリアボーナスによって得たマナを消費して配置する。配置したモンスターは半額程度で売却、もしくは追加コストを支払ってレベルアップすることも可能。
モンスターによっては特定レベルに達した瞬間に発動する特殊効果を備えているものもあり、これを利用して周辺の自軍モンスターを強化したり、敵モンスターを弱体化することが可能。
なお元となった『エレメンタルモンスター』とは、カード名及びイラストこそ共通するものの、ゲームシステムとしての共通性はない。

### 属性
モンスターには属性が設定されており、それぞれに相性がある。
火属性・水属性・地属性は三竦みの構造になっており、火は地に強く水に弱い。水は火に強く地に弱い。地は水に強く火に弱い。優越する属性に対してはダメージが倍加し、弱点属性に対しては半減する。光属性・闇属性は互いにダメージ倍加のみを持っており、他属性に対する減少効果などはない。

### カードの購入
ひとつのマップを終えると、クリアの如何に関らず報酬を得られる。ゲーム中に一定数を撃破したモンスターはカードショップに追加され、これを報酬で買い自軍モンスターを入れ替えることができる。
そのためクリアできなかったマップでも、チャレンジを重ねることで購入可能なモンスターを増やし、戦力を強化して挑むことでクリア可能になるよう設計されている。